# Jordi de la Trémoille
Jordi de la Trémoille (1384 - 6 de maig de 1446, castell de Sully-sur-Loire) va ser comte de Guînes de 1398 a 1446, comte consort de Boulogne i d'Alvèrnia, comte baró i senyor de Sully, Craon, i de la Trémoille, de Saint-Hermine, de l'Isle-Bouchard, i gran camarlenc de França (1428).

## Biografia
Fill de Guiu VI de la Trémoille i de Maria de Sully, va créixer a la cort de Borgonya molt vinculat al futur duc Joan I de Borgonya. Fou nomenat gran camarlenc del duc el 1413.
Va servir igualment Carles VI de França, i fou nomenat gran camarlenc de França el 18 de maig de 1446, sobirà mestre reformador de les Aigües i Boscos i governador del regne.
El seu matrimoni amb Joana II d'Alvèrnia i de Boulogne (i titular de Comenge) el va beneficiar. Però va maltractar a la seva esposa, molt rica vídua del duc Joan I de Berry, li va prendre tot i la va arruïnar tant i tan bé que el regent Carles, futur Carles VII de França, la va autoritzar a usar lliurement dels seus béns i a posar-se a l'abric dels mals tractaments del seu marit.
El 1419 va escollir enfrontar al nou duc de Borgonya, Felip III el Bo, i es va aliar amb el futur rei de França Carles VII. Va entrar llavors al seu consell el 1422.
Va fer conxorxa llavors amb el conestable de França Artur de Richemont per assassinar Pere de Giac, amb qui estaven enfrontats, i del qual aspiraven a la fortuna de la seva molt rica esposa, Caterina de l'Isle Bouchard. El febrer de 1427, el marit molest fou segrestat i després llançat viu en un riu, cosit en una bossa de cuir.
El 2 de juliol del mateix any, es va casar amb la vídua. L'any següent els dos còmplices van fer assassinar el nou favorit del rei i gran camarlenc, Le Camus de Beaulieu (El Xato de Beaulieu). Jordi de la Trémoille va obtenir el lloc de gran camarlenc de França.
El setembre de 1428 va causar la desgràcia del conestable Artur III de Bretanya. Aquest es va revoltar l'any següent i va fer una guerra privada contra la Trémoille. Des de 1429, va començar a trair a Joana d'Arc, que defensava la causa del seu enemic Artur III davant del rei Carles VII, cosa que era perillosa per a ell; d'altra banda Joana combatia per un estat fort i un rei for, el que no li convenia. Va aconseguir fer fracassar el setge de París, sostingut pels anglo-borgonyons el 8 de setembre de 1429. Després va venir la captura de Joana pels borgonyons davant Compiègne, el 24 de maig de 1430, i la seva execució pel boxi a Rouen, sense que Carles VII, aconsellat pel seu gran camarlenc, intervingués en favor d'aquella a la que tant devia.
La pau fou signada el 5 de març de 1433 entre Jordi de la Trémoille i Artur de Richemont i el seu germà el duc Joan V de Bretanya. Però la guerra va reprendre aviat entre els dos homes. Artur de Richemont va intentar fer assassinar la Trémoille el 3 de juny de 1433 a Chinon per Jan II de Rosnivynen que li va donar un cop d'espasa al ventre, però Jordi només va quedar ferit lleu.
El gran camarlenc fou finalment segrestat per Artur III de Richemont que el va empresonar al castell de Montrésor. Carles VII de França no va intervenir. La Trémoille fou obligat a retornar tot el que havia robat i va caure en desgràcia del rei. Richemont va retrobar llavors el seu càrrec de conestable.
El 1440, Jordi de la Trémoille va participar en la Pragueria, amb els ducs de Borbó, de Bretanya, d'Alençon, el comte de Dunois, i el delfí Lluís. Richemont va córrer en ajut del rei Carles VII i la Lliga fou derrotada per les tropes reials al Poitou.
Després d'aquest afer, la Trémoille es va apartar definitivament de la política.

## Matrimoni i descendència
Del seu primer matrimoni (1416) amb Joana II (1378-1424), comtessa d'Alvèrnia i de Boulogne (1404-1424), filla de Joan II i d'Eleonor II de Comenge, va agafar el títol de comte d'Alvèrnia i Boulogne de 1416 a 1424.
Per un segon matrimoni amb Caterina de l'Isle-Bouchard, vídua de Pierre de Giac (que ell mateix havia fet assassinar), foren els pares de:
- Lluís I de la Trémoille (vers 1429-1483)
- Jordi II de La Trémoille (1430-1481).

Va tenir descendència també per les seues dues amants: Marie Guypaude, que li va donar una filla de nom Margarida i un fill de nom Joan dit el « bastard de la Trémoille», (legitimat i ennoblit el 1445), amb nombrosa descendència; i Marie La Championne, que li va donar a Jaume, altre « bastard de La Tremoïlle », legitimat el 1466, sense descendència.
Com anècdota es pot dir que Jordi I de la Trémoille, per mitjà de dues filles de Caterina de Mèdici, les princeses Elisabet de França (1546-1568) i Clàudia de França (1547-1575), fou l'ancestre d'un nombre difícilment quantificable de sobirans europeus i altres personatges notables, del segle xvi fins avui dia, sense comptar els descendents lligats als seus parents més propers.